# Woman's Burden
Woman's Burden è un cortometraggio muto del 1914 diretto da Lois Weber.

## Produzione
Il film fu prodotto dalla Rex Motion Picture Company.

## Distribuzione
Distribuito dall'Universal Film Manufacturing Company, il film - un cortometraggio di una bobina - uscì nelle sale cinematografiche statunitensi il 22 febbraio 1914.